# Spotkanie Szefów Rządów Państw Wspólnoty Narodów 2015
Spotkanie Szefów Rządów Państw Wspólnoty Narodów 2015 (ang. Commonwealth Heads of Government Meeting 2015), znane również jako „CHOGM 2015”, było dwudziestym czwartym spotkaniem szefów rządów państw Wspólnoty Narodów. Spotkanie odbyło się w dniach od 27 do 29 listopada 2015 w Valletcie na Malcie. Na spotkaniu prezydent Sri Lanki Maithripala Sirisena przekazał funkcję urzędującego przewodniczącego Wspólnoty Narodów premierowi Malty Josephowi Muscatowi.

## Tło
Szczyt, pierwotnie którego gospodarzem miał być Mauritius, został zorganizowany na Malcie, kiedy premier Mauritiusa Navin Ramgoolam odmówił udziału w CHOGM 2013 w związku z sytuacją dotyczącą praw człowieka w kraju goszczącym – Sri Lance, co odsunęło go od roli gospodarza szczytu w 2015, ponieważ protokół wymagał od niego obecności na szczycie w celu osobistego zaproszenia innych państw członkowskich.

## Miejsca
Szczyt odbył się w różnych miejscach w Valletcie oraz w Golden Bay w Għajn Tuffieħa, z odpoczynkiem w forcie Saint Angelo w Birgu. Ceremonia otwarcia i przyjęcie odbyły się w Mediterranean Conference Centre w Valletcie, a sesje wykonawcze i specjalne odbyły się w hotelu Radisson Golden Sands. Większość konferencji prasowych odbywała się w hotelu InterContinental w St. Julian’s. Oficjalnym tematem wydarzenia była „Wspólnota - dodawanie globalnej wartości”. W dniach poprzedzających główny szczyt odbyło się szereg konferencji społeczeństwa obywatelskiego w formie Forum Ludowego, Forum Kobiet, Forum Młodzieży i Forum Biznesu, odkrywając drogi do budowania demokracji i praworządności, tworzenia możliwości gospodarczych, wzmacniania pozycji młodzieży, rozwoju sprzyjającemu zaangażowaniu społecznemu, praw człowieka i reform usług publicznych wśród krajów Wspólnoty Narodów.
Z powodu złej pogody oficjalna ceremonia powitania grupy królewskiej odbyła się w San Anton Palace, a nie zgodnie z pierwotnym planem na St. George's Square w Valletcie.

## Wybory sekretarza generalnego Wspólnoty Narodów
Na spotkaniu wybrano nowego sekretarza generalnego Wspólnoty Narodów jako następcę Kalamesha Sharmy, który w kwietniu 2016, na koniec swojej drugiej, ostatecznej kadencji przechodził na emeryturę. Kandydatami na to stanowisko byli: ambasador Antiguy i Barbudy w Stanach Zjednoczonych i były wysoki komisarz w Wielkiej Brytanii sir Ronald Sanders; była prokurator generalna Anglii i Walii baronessa Patricia Scotland, nominowana przez jej ojczysty kraj Dominikę; oraz była zastępca ds. politycznych sekretarza generalnego Wspólnoty Narodów Mmasekgoa Masire-Mwamba, nominowana przez Botswanę. Ponadto Alexander Downer, były minister spraw zagranicznych Australii i lider Liberal Party, który wówczas służył jako wysoki komisarz Australii w Wielkiej Brytanii, został zaproponowany przez brytyjskich i australijskich oficjałów jako potencjalny kompromisowy kandydat. Były minister planowania Trynidadu i Tobago Bhoendradatt Tewarie oraz minister spraw zagranicznych Tanzanii Bernard Membe byli nominowani na wcześniejszych etapach procesu, ale wycofali swoje kandydatury przed rozpoczęciem szczytu. Wybory odbyły się 27 listopada.
Po dwóch turach głosowania 6. sekretarzem generalnym Wspólnoty Narodów została wybrana baronessa Patricia Scotland i objęła urząd 1 kwietnia 2016. Według ministra spraw zagranicznych Antigui, Charlesa „Maxa” Fernandeza, podczas gdy kraje CARICOM w dużej mierze poparły sir Ronalda Sandersa, kraje afrykańskie faworyzowały Masire-Mwamabe: „Po pierwszej rundzie najmniej głosów otrzymał sir Ron. W drugiej turze Antigua i Barbuda poparły baronessę Scotland, ponieważ czuliśmy, że powinniśmy wspierać kandydata z innego karaibskiego kraju”. Fernandez zapewnił również, że Scotland ma poparcie państw „europejskich” i państw Pacyfiku. Australia również zagłosowała na baronessę Scotland po tym, kiedy jej kompromisowy kandydat Alexander Downer nie uzyskał poparcia. Sanders przed szczytem był postrzegany jako czołowy kandydat, zwłaszcza że kraje Wspólnoty Karaibów argumentowały, iż to ich kolej, by sekretarz generalny pochodził z ich regionu. Jego kampanii mogło zaszkodzić niepowodzenie skupienia całego CARICOM we wsparciu Sandersa oraz artykuł „Daily Telegraph” opublikowany dwa dni przed szczytem, w którym oskarżono go o korupcję. Wprawdzie artykuł opublikowany przez gazetę stwierdza, że nie ma dowodów na poparcie oskarżenia, ale zostało to umieszczone na jego końcu. Sanders miał udaną karierę dyplomatyczną, w tym w Stałej Radzie Organizacji Państw Amerykańskich.
Po raz pierwszy w historii Wspólnoty Narodów Fundacja Commonwealth zorganizowała debatę między kandydatami w ramach Forum Ludowego Wspólnoty Narodów. Odbyło się to 25 listopada - dwa dni przed wyborami - w maltańskiej Izbie Reprezentantów. Przewodniczył jej przewodniczący Izby Angelo Farrugia, który odpowiadał na pytania członków społeczeństwa obywatelskiego obecnych na sali obrad. Wszyscy trzej zadeklarowani kandydaci w czasie debaty - Masire-Mwamba, sir Ronald i baronessa Scotland - byli obecni. Dwóch przedstawicieli parlamentu maltańskiego również uczestniczyło i krótko zabrało głos na zakończenie debaty.

## Porządek spotkań

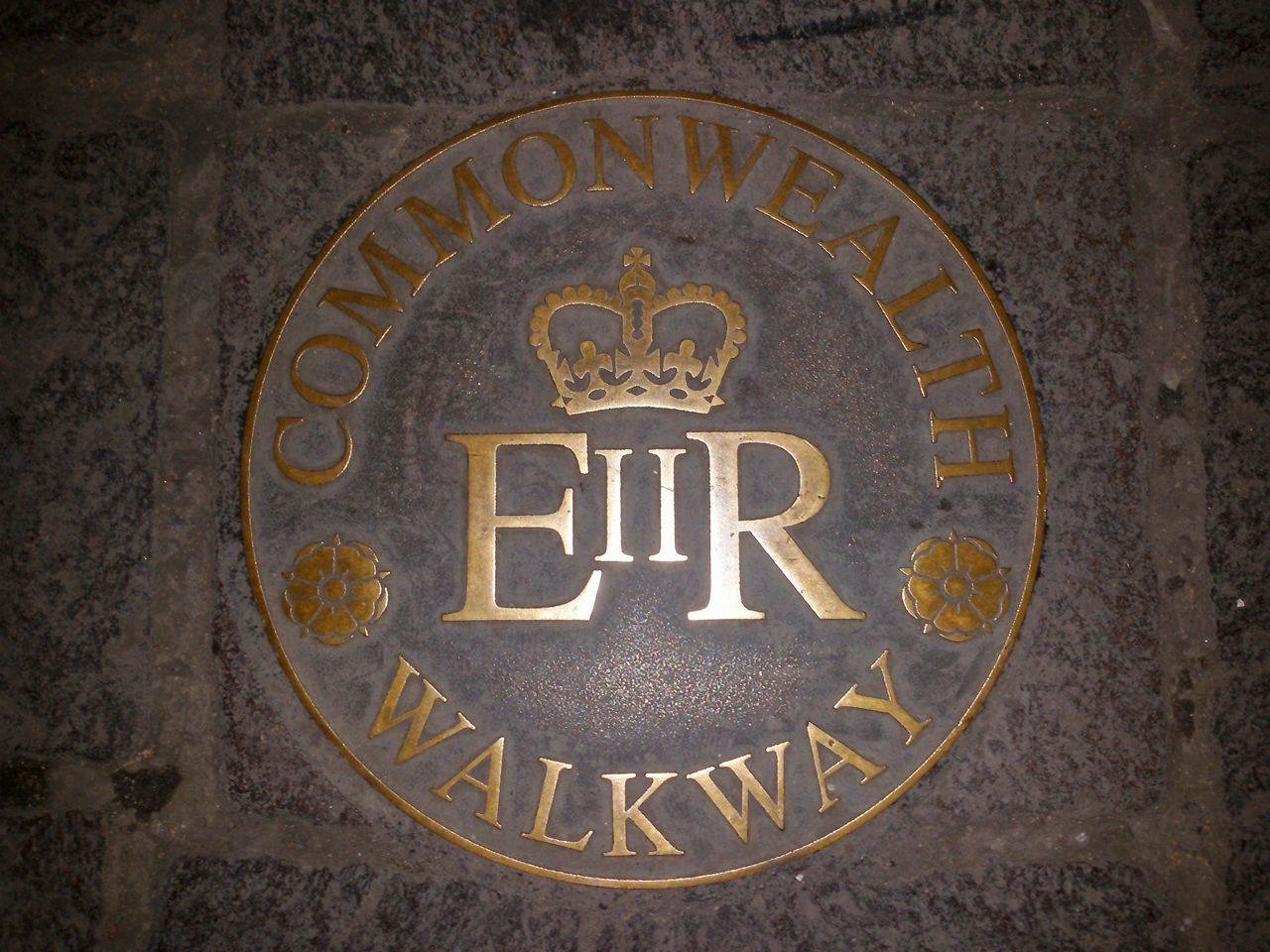
Tablica upamiętniająca Pasaż Wspólnoty Narodów na chodniku przed Auberge de Provence

Spotkanie Wspólnoty Narodów odbyło się bezpośrednio przed konferencją Narodów Zjednoczonych w sprawie zmian klimatu w Paryżu. W związku z tym podczas konferencji Wspólnoty Narodów odbyła się specjalna sesja poświęcona zmianom klimatu i globalnemu zrównoważonemu rozwojowi, co było próbą zbudowania politycznego poparcia dla tej kwestii przed szczytem w Paryżu.
Biorąc pod uwagę małe narody wyspiarskie, którym zagraża podnoszenie się poziomu mórz towarzyszące zmianom klimatycznym, przedyskutowano propozycję, aby umożliwić tym krajom umorzenie długów w zamian za podjęcie działań na rzecz ochrony środowiska.
Na szczycie, który odbył się po zamachach w Paryżu w listopadzie 2015 i narastającym konflikcie z Państwem Islamskim, poruszono również kwestie terroryzmu i bezpieczeństwa oraz kryzys migracyjny w Europie, a także kwestie gospodarcze i handlowe oraz korupcji. Wciąż trwająca penalizacja kontaktów homoseksualnych w 40 z 53 krajów-członków Wspólnoty Narodów nie było w oficjalnym porządku obrad, ale była to kwestia poruszona przez grupy społeczeństwa obywatelskiego i została również poruszona podczas wystąpienia do przywódców Wspólnoty Narodów zarówno przez premiera Josepha Muscata (przewodniczącego tego spotkania), jak i premiera Wielkiej Brytanii Davida Camerona. Ponadto nowo wybrana sekretarz generalna Wspólnoty Narodów Patricia Scotland zobowiązała się do wykorzystania pierwszych dwóch lat jej kadencji do promowania dekryminalizacji homoseksualizmu w tych krajach Wspólnoty Brytyjskiej, które nadal zabraniają związków osób tej samej płci. Cameron zobowiązał się również do zacieśnienia współpracy między członkami w celu uporania się z „trującymi ideologiami” i brutalnym ekstremizmem.
Przywódcy wybrali również miejsce na następny szczyt, pierwotnie zaplanowany na 2017, ponieważ Vanuatu, który był pierwotnie wybrany na gospodarza szczytu, wycofał się ze swojej oferty ze względu na długoterminowe skutki dewastacji infrastruktury tego wyspiarskiego państwa spowodowane przez cyklon Pam w marcu 2015. Ustalono, że gospodarzem kolejnego CHOGM w Londynie wiosną 2018 będzie rząd brytyjski. Opóźnienie z końca 2017 spowodowały inne zobowiązania międzynarodowe. W związku z tym 26. CHOGM zaplanowany na 2019 w Malezji został przesunięty na 2020.

## Uczestnicy
Królowa Elżbieta II, jako Głowa Wspólnoty Narodów, wraz z księciem Filipem, księciem Walii oraz księżną Kornwalii, wszyscy uczestniczyli w szczycie. Szczyt zbiegł się w czasie z wizytą państwową na Malcie Elżbiety II jako królowej Wielkiej Brytanii, była to jej pierwsza wizyta w tym kraju od 2007. 
Sekretarz generalny ONZ Ban Ki-Moon oraz francuski prezydent François Hollande wygłosili przemówienia na specjalnej sesji poświęconej zmianom klimatycznym. Ban Ki-Moon i Nicolas Sarkozy, poprzednik Hollande’a, uczestniczyli wcześniej w CHOGM 2009 na Trynidadzie i Tobago przed szczytem w Kopenhadze z tego samego powodu. Na spotkaniu nie było premiera Indii Narendry Modi – jego rząd sprzeciwił się argumentom, że kraj ten powinien ograniczyć wykorzystanie energii elektrycznej z węgla i innych gazów cieplarnianych. Zamiast tego Indie były reprezentowane przez ministra spraw zagranicznych Sushmę Swaraj.
Wśród obecnych przywódców byli: premier Australii Malcolm Turnbull, premier Kanady Justin Trudeau, prezydent Sri Lanki Maithripala Sirisena, brytyjski premier David Cameron, premier Pakistanu Nawaz Sharif. Co najmniej 15 przywódców nie uczestniczyło w szczycie osobiście, zamiast tego wysłali oni ministrów lub innych oficjeli jako swoich przedstawicieli, jak np. premier Tonga Akilisi Pohiva, który był nieobecny z powodów zdrowotnych i krajowych priorytetów, premier Wysp Salomona Manasseh Sogavare, który wysłał swojego wicepremiera i premier Vanuatu Sato Kilman, który nie mógł uczestniczyć z powodu kryzysu rządowego, którego skutkiem były przedterminowe wybory. Tanzania była reprezentowana przez wysokiego komisarza, podczas gdy na ceremonii otwarcia Kenię reprezentował wysoki komisarz, gdyż prezydent Uhuru Kenyatta przybył dopiero drugiego dnia szczytu.

## Wyniki szczytu

### Zmiany klimatyczne
Przywódcy uzgodnili i wydali „Oświadczenie przywódców Wspólnoty Narodów w sprawie działań w dziedzinie klimatu”, w którym nazwali zmiany klimatyczne „egzystencjalnym zagrożeniem” dla wielu państw i wezwali zbliżającą się Konferencję ONZ w sprawie zmian klimatu (COP21) do wypracowania „ambitnego, sprawiedliwego, sprzyjającego zaangażowaniu społecznemu, opartego na trwałych zasadach wyniku ... który obejmie prawnie wiążące porozumienie” w celu zmniejszenia emisji gazów cieplarnianych i kontroli zmiana klimatu. W oświadczeniu stwierdzono, że „wiele z naszych najbardziej narażonych państw i społeczności już zmaga się z negatywnymi skutkami zmian klimatycznych ... (i) niektóre stanowią zagrożenie egzystencjalne". Przywódcy wezwali także kraje rozwinięte do wydania 100 miliardów dolarów rocznie do 2020, aby pomóc krajom rozwijającym się w radzeniu sobie ze skutkami zmiany klimatu. W tym celu Kanada zobowiązała się przez pięć lat do przekazywania 2,65 miliarda dolarów krajom rozwijającym się na pomoc w walce ze zmianami klimatu. Wielka Brytania przeznaczyła 21 milionów funtów na reagowanie w przypadku katastrof klimatycznych i 5,5 miliona funtów na gospodarkę bazującą na wykorzystywaniu oceanów, podczas gdy Australia przeznaczyła 1 milion dolarów na nową inicjatywę Wspólnoty Narodów „Climate Finance Access Hub”, a Indie zobowiązały się do udzielenia pomocy w wysokości 2,5 miliona dolarów. W celu wspierania projektów środowiskowych wśród biednych krajów Wspólnoty Narodów utworzony również został, zaproponowany przez księcia Karola fundusz ekologicznego finansowania Wspólnoty Narodów o wartości 1 miliarda dolarów.

### Pokój i bezpieczeństwo
Komunikat wydany przez przywódców na zakończenie CHOGM poruszył również kwestie pokoju i bezpieczeństwa, stwierdzając, że „radykalizacja, brutalny ekstremizm i terroryzm we wszystkich jego formach i konsekwencjach są poważnymi zagrożeniami dla całego świata” i wezwał członków Wspólnoty Narodów do pełnego wdrożenia rezolucji Rady Bezpieczeństwa Organizacji Narodów Zjednoczonych nr 2178 z 2014 w sprawie terroryzmu i ekstremizmu, oraz do wdrożenia „krajowych strategii przeciwdziałania radykalizacji, brutalnemu ekstremizmowi i terroryzmowi”, w tym edukacji i zajmowania się skargami i wyobcowaniem osób podatnych, szczególnie młodych ludzi. Przywódcy Wspólnoty Narodów zgodzili się również na brytyjską propozycję stworzenia nowej grupy ekspertów do walki z ekstremizmem. Organem, który będzie zwalczał radykalizację i rekrutację terrorystów w całej Wspólnocie, będzie kierował sekretariat Wspólnoty Narodów. Australia przeznaczyła na tę grupę 2,5 miliona dolarów zaś Wielka Brytania 5 milionów funtów.
Komunikat zachęcał również wszystkie kraje do przystąpienia i pełnego wdrożenia traktatu o handlu bronią z 2014 w celu ograniczenia nielegalnego handlu bronią konwencjonalną, w tym bronią strzelecką.

### Prawa człowieka, dobre rządzenie i migracja
W oświadczeniu potwierdzono również zaangażowanie w prawa człowieka i dobre rządzenie oraz poszanowanie praworządności i zasad demokratycznych, a także „uzgodniono o zwiększeniu krajowych i międzynarodowych wysiłków w celu zajęcia się przyczynami nielegalnej migracji, w tym zapobieganiu i ograniczaniu konfliktów i brutalnego ekstremizmu i terroryzmu, eliminacja ubóstwa i promowaniu zrównoważonego rozwoju gospodarczego, wzmacnianiu praworządności, pielęgnowaniu integracyjnych i pluralistycznych systemów politycznych, zwalczaniu przestępczości zorganizowanej, handlu ludźmi i przemytu ludzi oraz współczesnego niewolnictwa, oraz wzmacnianiu poszanowania praw człowieka”, oraz wezwano do współpracy międzynarodowej i przestrzegania prawa międzynarodowego w zakresie migracji, wzywając „wszystkich interesariuszy do pracy nad trwałym rozwiązaniem tego globalnego problemu”.

### Zrównoważony rozwój
W kwestii zrównoważonego rozwoju liderzy przyjęli Agendę na rzecz Zrównoważonego Rozwoju 2030 i wezwali do jej wdrożenia w nadziei, że „doprowadzi to do wykorzenienia ubóstwa we wszystkich jego wymiarach i nikt nie zostanie pozostawiony bez pomocy”, a także zgodzili się na „zapewnienie ciągłej pomocy państwom członkowskim w osiągnięciu długoterminowej zdolności obsługi zadłużenia poprzez doradztwo techniczne w zakresie wzmocnienia instytucjonalnego, finansowania długu, formułowania strategii zadłużenia i restrukturyzacji zadłużenia”.

### Inne problemy
Komunikat poruszył również obawy małych państw, zobowiązując się do wspierania handlu na arenie międzynarodowej w ich imieniu, w szczególności zobowiązując się do zwiększenia dostępu do handlu i finansowania inwestycji dla małych, wrażliwych lub rozwijających się państw, młodzieży oraz znaczenia rozwijania młodych przywódców, równości płci i wzmocnienie pozycji kobiet, wzywając w szczególności do ciągłych wysiłków na rzecz „zapobiegania i eliminowania dzieci, wczesnych i przymusowych małżeństw oraz okaleczania żeńskich narządów płciowych”, zdrowia publicznego, podkreślając znaczenie programów szczepień w walce z chorobami, takimi jak malaria, oraz zobowiązanie państw do wykorzenienia polio jako światowego priorytetu i wzywające „Wspólnotę Narodów ogólnie do wspierania wzmocnienia polityk dotyczących powszechnego ubezpieczenia zdrowotnego w celu zbudowania silnych i odpornych systemów opieki zdrowotnej, które z kolei umożliwią lepsze reagowanie na zagrożenia zdrowia publicznego i sytuacje kryzysowe.
Na spotkaniu wezwano również do łatwiejszego przemieszczania się obywateli Wspólnoty Narodów między państwami członkowskimi.

### Zagadnienia krajowe
Przywódcy z zadowoleniem przyjęli również postępy w bieżących kwestiach krajowych i regionalnych, takich jak poprawa stosunków dwustronnych między Belize i Gwatemalą oraz ich spór graniczny, potwierdzili również swoje wezwanie do wdrożenia istniejących rezolucji ONZ w sprawie sporu cypryjskiego, wyrazili solidarność z Gujaną w toczącym się sporze granicznym z Wenezuelą.  